# Ernst August Braun
Ernst August Braun (ur. 1782, zm. 19 września 1859) — niemiecki burmistrz Koszalina. 
Sprawował funkcję burmistrza miasta i zarazem dyrektora policji od 18 maja 1816 r. do 31 marca 1859 r. Za jego okresu zarządzania miastem Koszalin rozbudował się, uzyskał status stolicy rejencji, a także uzyskał nowe połączenia drogowe i kolejowe. Jego ciało spoczęło na nieistniejącym obecnie tzw. Starym Cmentarzu w Koszalinie